# Полосатый кенгуру
Полосатый кенгуру, или полосатый валлаби-заяц (лат. Lagostrophus fasciatus) — вид небольших сумчатых млекопитающих из семейства кенгуровых, выделенный в монотипическое подсемейство Sthenurinae.

## Описание
Длина тела составляет 40—45 см, хвост длиной 37,5 см, вес — 1,3—2 кг. Длинный, мягкий мех серого цвета, вдоль спины проходят чёрные, косые полосы. Морда острая, безволосая. Уши относительно короткие. Длинный хвост целиком покрыт волосами. Название валлаби-заяц вид получил за способ передвижения, похожий на заячий.

## Распространение
До прибытия европейцев в Австралию вид был широко распространён на юге Западной Австралии. Известны ископаемые находки и из других регионов Австралии. Последний экземпляр животного был замечен на материковой части в 1906 году и с тех пор считается там вымершим. Сегодня полосатые кенгуру остались на двух необитаемых островах, Бернье и Дорр, объявленных заповедной зоной.

## Образ жизни
Вид живёт в группах и ведёт ночной образ жизни. Днём животные спят в густом подлеске. Ночью отправляются на поиски корма, для чего часто прокладывают в кустарнике тропы. Очень пугливы. Кормятся различными растениями, в том числе травами и плодами.

## Размножение
Половой зрелости достигают в возрасте двух лет. Брачный период длится с декабря по сентябрь. Самка рожает одного, реже двух детёнышей. Детёныш живёт в сумке до 6 месяцев.